# Bowen Hills
Bowen Hills est une banlieue intérieure de la ville de Brisbane, Queensland, Australie, située à 3 km (1,86 mile) au nord-est de Brisbane. Il a été nommé d’après un gouverneur du Queensland, Sir George Ferguson Bowen. Lors du recensement australien de 2016, la banlieue a enregistré une population de 3 266 habitants. 